# Vilém Petrželka
Vilém Petrželka (né le 10 septembre 1889 à Brünn, margraviat de Moravie; mort le 10 janvier 1967 à Brno) était un éminent compositeur et chef d'orchestre tchécoslovaque. 
Petrželka étudia sous la direction de Leoš Janáček, Vítězslav Novák et Karel Hoffmeister. À partir de 1914, il enseigna la composition à l'Académie Janáček des arts musicaux et à l'école de la société philharmonique de Brno.

## Sélection d’œuvres
Orchestre
- Pochod bohémů (Marche des Bohémiens) (1919)
- Věčný návrat, Symphonie en 3 mouvements Op.13 (1922–1923)
- Dramatická ouvertura (Preludio drammatico), Op.26 (1932)
- Partita pour orchestre à cordes, Op.31 (1934)
- Moravský tanec (Danse Moravienne)
- Pastorální symfonietta, Op.51
- Symphonie, Op.56 (1955–1956)

Concertante
- Concerto pour violon et orchestre, Op.40

Musique de chambre
- Quatuor à cordes en si bémol major, Op.2
- Quatuor à cordes en do mineur, Op.6
- Zimní nálada (Humeur hyémale) pour violon et piano (1907)
- Z intimních chvil (From Intimate Moments), 3 pièces pour violon et piano, Op.9 (1918)
- Fantaisie pour quatuor à cordes, Op.19 (1927)
- Sonate pour violoncelle solo, Op.23 (1930)
- Sonate pour violon et piano, Op.29 (1933)
- Trio pour piano, Op.32 (1937)
- 4 Impromptus pour violon et piano, Op.36 (1940)
- Divertimento pour quintette à vents, Op.39 (1941)
- Serenáda pour flûte, hautbois, clarinette, cor, basson, violon, alto, violoncelle et contrebasse (1945)
- Quatuor à cordes n° 5, Op.43 (1947)
- Dvě skladby 2 pièces pour violoncelle (ou alto) et piano, Op.45 (1947)
- Miniatury pour quintette à vents (1953)
- Sonatine pour violon et piano (1953)
- Suite pour quatuor à cordes

Piano
- Andante cantabile
- Drobné klavírní skladby
- Svatební suita (suite de mariage) (1912)
- Písně poezie i prozy (chansons en vers et prose), Op.8 (1917)
- Suite pour piano, Op.22 (1943)
- Pět prostých skladeb, Op.47
- Pět nálad (5 Moods), Op.55 (1954)

Vocal
- Živly (Éléments), cycle de chansons pour baryton et orchestre, Op.7 (1917)
- Samoty duše (Solitude du cœur), 4 chansons pour voix et piano, Op.10 (1919)
- Cesta (passage), cycle de chansons pour ténor et orchestre de chambre, Op.14 (1924)
- Dvojí noc – Odpočinutí pour voix et piano, Op.25
- Přírodní snímky (Images naturelles), cycle de chansons pour voix et piano, Op.30 (1933)
- Písně milostné (Chansons d'amour) pour voix et piano, Op.35 (1943); paroles de Bábá Táhir Urján
- Písně v lidovém tónu chansons populaires pour voix et piano
- Štafeta pour voix et quatuor à cordes

Choral
- Jitřní píseň (Chanson du matin) pour chœur masculin et piano
- Námořník Mikuláš, Oratorio (drame symphonique) pour solistes, narrateur, chœur mixte, orchestre, orchestre de jazz et orgue
- Slováckou pěšinou, Chansons populaires pour chœur masculin, Op.12 (1921)
- To je má zem pour chœur masculin, Op.37; paroles de Jaroslav Zatloukal